# Sisp di Pianodardine
Lo Sisp di Pianodardine acrostico di Sito di stoccaggio provvisorio di combustibile di rifiuti (CDR) in località “Valle del Sabato” presso Pianodardine nella provincia di Avellino; è attiguo all'ex Stir di Pianodardine.

## Descrizione
L'impianto fu voluto dal commissario dell'epoca alla gestione dei rifiuti Gianni De Gennaro e realizzato sotto il suo successore Franco Giannini per il quale gli furono contestate la mancata osservazione delle norme minime di igiene e sicurezza e a seguito del quale ha subito un avviso di garanzia da parte della Procura di Avellino.
In seguito al dissequestro, la gestione dell'impianto è stata affidata al Consorzio di Bacino Salrno 2 dal Capo Missione della Presidenza del Consiglio dei Ministri, dott. Nicola Dell'Acqua
I costi complessivi di realizzazione ammontano ad euro 1.110.000,00 ed attualmente sono stoccate circa 11.600 balle di rifiuti per un totale di 400 al giorno e 20.000 all'anno.